# Héber (football, 1991)
Pour les articles homonymes, voir Héber.
Héber, né le 10 août 1991 à Colorado do Oeste dans l'État du Rondônia, est un footballeur brésilien qui joue au poste d'attaquant au Al-Orooba FC.

## Biographie

### Débuts au Brésil
Avec le club de Figueirense, il joue 20 matchs en Serie A brésilienne, inscrivant trois buts.

### Succès en Arménie et Croatie
Le 23 juillet 2015, il marque son premier but en Coupe d'Europe avec le club arménien du FC Alashkert. Son équipe reçoit alors le club kazakh du FK Kaïrat, à l'occasion du 2e tour préliminaire de la Ligue Europa.
Lors de la saison 2015-2016, il se classe meilleur buteur du championnat d'Arménie avec 16 buts, à égalité avec son coéquipier Mihran Manasyan.
Avec le club du Slaven Belupo, il inscrit dix buts en première division croate lors de la saison 2016-2017. Cette saison-là, il est l'auteur d'un triplé lors de la 20e journée, à l'occasion de la réception du HNK Cibalia (victoire 4-0).
En juin 2017, Héber est transféré du Slaven Belupo à Rijeka pour un montant de 450 000 €.
Avec Rijeka, il marque seize buts en championnat lors de la saison 2017-2018. Il inscrit encore un triplé, une nouvelle fois face au HNK Cibalia. Il est également l'auteur de quatre doublés. La saison suivante, il inscrit neuf buts en championnat. Il réalise encore un triplé, lors de la réception du NK Istra 1961. Il est également l'auteur de deux doublés. 
Le 16 août 2017, il inscrit avec Rijeka son second but en Coupe d'Europe, lors des play-offs de la Ligue des champions face à l'Olympiakos Le Pirée. Il participe dans la foulée à la phase de groupe de la Ligue Europa (trois matchs joués).

### En Major League Soccer
Le 21 mars 2019, Héber est transféré en Major League Soccer et rejoint le New York City FC.
Lors de la saison 2019 de MLS, il inscrit quinze buts avec le club de New York. Il est l'auteur de deux doublés cette saison là, lors de la double confrontation face au FC Cincinnati. Alors qu'il connait une saison plus compliquée en 2020, il subit une blessure grave avec une rupture du ligament croisé antérieur au genou droit le 23 septembre 2020 et doit être opéré dans les semaines suivantes. De retour sur les terrains en septembre 2021, il remporte ses premiers trophées avec le New York City FC avec la Coupe MLS en 2021 puis la Campeones Cup en 2022.
Après quatre saisons avec le New York City FC, Héber est transféré aux Sounders de Seattle le 29 décembre 2022 pour un montant d'allocation générale de 400 000 dollars.

## Palmarès
FC Alashkert
- Champion d'Arménie en 2016.

 New York City FC
- Vainqueur de la Coupe de la Major League Soccer en 2021.
- Vainqueur de la Conférence Est de la MLS en 2021.
- Vainqueur de la Campeones Cup en 2022.

## Distinctions personnelles
- Co-meilleur buteur du championnat d'Arménie en 2016 avec 16 buts (à égalité avec Mihran Manasyan)